# Henryk Firlej (arcybiskup gnieźnieński)
Henryk Firlej z Dąbrowicy herbu Lewart (ur. 1574 roku w Balicach, zm. 25 lutego 1626 roku w Skierniewicach) – arcybiskup gnieźnieński i prymas Polski w latach 1624–1626, podkanclerzy koronny w latach 1613–1618, referendarz wielki koronny w 1605 roku, prepozyt płockiej kapituły katedralnej w latach 1607–1617 oraz biskup płocki w latach 1617–1624, prepozyt komendatoryjny miechowski w 1612 roku, scholastyk krakowski w 1594 roku, sekretarz królewski w 1596 roku, kanonik sandomierski do 1614 roku.

## Życiorys
Syn marszałka wielkiego koronnego Jana Firleja i Barbary Mniszech herbu własnego. Ochrzczony w młodości jako kalwinista. Po śmierci ojca matka i bracia wychowali go na katolika. Brat przyrodni podskarbiego Jana Firleja, Mikołaja, Piotra i Andrzeja.
Studiował początkowo w Ingolstadzie i Grazu u jezuitów, później w Padwie i Rzymie. W Rzymie wszedł do familii papieża Klemensa VIII, został jego pokojowcem, prałatem domowym, referendarzem obojga sygnatur, protonotariuszem apostolskim i hrabią rzymskim. W Rzymie w 1595 roku przyjął święcenia subdiakonatu. W 1596 roku wrócił do Polski z nuncjuszem papieskim i z polecenia papieża trafił do kancelarii koronnej. W 1598 roku przyjął święcenia prezbiteratu.  W czasie Rokoszu Zebrzydowskiego w 1606 roku wspierał króla. 7 października 1606 roku podpisał ugodę pod Janowcem. 
Pomiędzy latami 1617–1624 z jego inicjatywy wybudowano wczesnobarokowy pałac biskupów płockich w Broku nad Bugiem. W 1625 rozpoczął przebudowę w stylu barokowym kolegiaty łowickiej. Wzniósł kościół w Ciernicach oraz jedną z kaplic przy kościele Dominikanów w Lublinie. 
Karierę zawdzięczał pochodzeniu oraz protekcji króla i papieża, trzeba też zwrócić uwagę na jego wykształcenie i łagodny charakter, a także splendor jakim się otaczał.
Zmarł w 1626 roku w Skierniewicach i pochowany został w kolegiacie łowickiej w cynowym sarkofagu.